# Trần Hữu Thế (Phú Yên)
Trần Hữu Thế (sinh năm 1973) là đại biểu Quốc hội Việt Nam khóa XII, thuộc đoàn đại biểu Phú Yên. Ông hiện là Bí thư Đảng ủy Khối Cơ quan, doanh nghiệp tỉnh Phú Yên nhiệm kỳ 2020-2025.

## Sự nghiệp
Ngày 15 tháng 6 năm 2016, ông được bầu làm Phó Chủ tịch UBND tỉnh Phú Yên, lúc này ông đang là Bí thư Thị ủy Sông Cầu.
Ngày 15 tháng 10 năm 2020, ông được bầu giữ chức Phó Bí thư Tỉnh ủy Phú Yên, lúc này ông đang là Phó Chủ tịch UBND tỉnh Phú Yên.
Ngày 16 tháng 11 năm 2020, ông được bầu giữ chức Chủ tịch UBND tỉnh Phú Yên, lúc này ông đang là Phó Chủ tịch UBND tỉnh, Phó Bí thư Tỉnh ủy Phú Yên.
Ngày 21/9, Phó Thủ tướng Thường trực Phạm Bình Minh đã ký quyết định 1106/QĐ-TTg thi hành kỷ luật bằng hình thức cảnh cáo đối với ông Trần Hữu Thế, Chủ tịch Ủy ban Nhân dân tỉnh Phú Yên, nhiệm kỳ 2021-2026, do đã có những vi phạm, khuyết điểm trong công tác và Ủy ban Kiểm tra Trung ương đã thi hành kỷ luật về Đảng.
Ngày 01 tháng 11 năm 2022, Hội đồng nhân dân tỉnh Phú Yên miễn nhiệm chức vụ Chủ tịch UBND tỉnh đối với ông Trần Hữu Thế.
Ngày 24 tháng 2 năm 2023, Ban Thường vụ Tỉnh ủy Phú Yên điều động, phân công, chỉ định đồng chí Trần Hữu Thế, Ủy viên Ban Thường vụ Tỉnh ủy tham gia Ban Chấp hành, Ban Thường vụ Đảng ủy Khối Cơ quan, doanh nghiệp tỉnh, giữ chức Bí thư Đảng ủy Khối Cơ quan, doanh nghiệp tỉnh nhiệm kỳ 2020-2025, kể từ ngày 27/2/2023.